# Амейва
Амейва (Ameiva) — рід ящірок з родини теїд (Teiidae). Має 34 види. Інша назва «джунглеві бігунці».

## Опис
Загальна довжина представників цього роду коливається від 3,5 до 50 см. Колір шкіри спини коричнюватий, сіруватий, оливковий, зелений, бурий. Часто одна частина амейви (голова та передня частина тулуба) має темніший колір ніж, інша (задня частина тулуба або хвіст) й навпаки. Самці відрізняються від самиць дещо більшим розміром, а також забарвленням. Черево в амейв набагато яскравіше за спину. Також спина може бути вкрита дрібними цяточками. Також амейви здатні змінювати свій колір залежно від місця перебування. Голова витягнута й загострена. Тулуб потужний, кінцівки короткі, проте міцні. Мають досить довгий хвіст, який потоншується в кінці. У багатьох видів є великий вушний отвір.

## Спосіб життя
Полюбляють лісисті та кам'янисті місцини, сухі степи, передгір'я. Більшість видів проводить своє життя на землі, втім є деревні амейви. Харчуються комахами, дрібними ящірками та птахами.
Це яйцекладні ящірки. Самиця відкладає до 5 яєць. За сезон може бути декілька кладок.

## Розповсюдження
Центральна Америка, острови Карибського басейну, північна частина Південної Америки.

## Види
- Ameiva ameiva
- Ameiva anomala
- Ameiva auberi
- Ameiva bifrontata
- Ameiva bridgesii
- Ameiva chaitzami
- Ameiva chrysolaema
- Ameiva cineracea
- Ameiva corax
- Ameiva corvina
- Ameiva dorsalis
- Ameiva edracantha
- Ameiva erythrocephala
- Ameiva exsul
- Ameiva festiva
- Ameiva fuscata
- Ameiva griswoldi
- Ameiva leberi
- Ameiva leptophrys
- Ameiva lineolata
- Ameiva major
- Ameiva maynardi
- Ameiva niceforoi
- Ameiva orcesi
- Ameiva plei
- Ameiva pluvianotata
- Ameiva polops
- Ameiva provitaae
- Ameiva quadrilineata
- Ameiva septemlineata
- Ameiva taeniura
- Ameiva undulata
- Ameiva vittata
- Ameiva wetmorei